# Guarda FC
Der Guarda Futebol Clube ist ein portugiesischer Fußballverein aus Guarda.

## Geschichte und Hintergrund
Der Guarda FC spielte zunächst nur im regionalen Ligabereich der Associação de Futebol da Guarda, dem Fußballverband des Distriktes Guarda. 2024 stieg der Klub erstmals in den überregional organisierten Spielbetrieb auf. Im Campeonato de Portugal spielte der Neuling gegen den Abstieg, auf dem zehnten Tabellenplatz abschließend verpasste die Mannschaft den Klassenerhalt und stieg gemeinsam mit den dahinter platzierten Gondomar SC, dem SC Coimbrões, der Reservemannschaft von Marítimo Funchal und Schlusslicht SC Régua in den regionalen Ligabereich ab.